# Oscaecilia zweifeli
Oscaecilia zweifeli là một loài lưỡng cư thuộc họ Caeciliidae.
Loài này có ở Guyane thuộc Pháp và Guyana.
Môi trường sống tự nhiên của chúng là rừng ẩm vùng đất thấp nhiệt đới hoặc cận nhiệt đới, các đồn điền, vườn nông thôn, rừng thoái hóa nghiêm trọng, và.